# Hartmut Mai
Hartmut Mai (* 29. Mai 1937 in Kamenz) ist ein deutscher evangelischer Theologe, Kirchenhistoriker, Christlicher Archäologe sowie Kunsthistoriker.

## Leben und Wirken
Hartmut Mai wurde als Sohn von Irene und Erich (Richard) Mai (1889–1947) geboren. Sein Vater war Lehrer für Naturkunde und Mathematik und Studienrat an der Kamenzer Lessingschule. Nach der Grundschule in Kamenz und Dresden besuchte Hartmut Mai von 1951 bis 1955 in Dresden die Kreuzschule und sang unter Rudolf Mauersberger von 1947 bis zu seinem erfolgreichen Schulabschluss im Kreuzchor. Anschließend studierte er von 1955 bis 1960 an der Universität Leipzig Theologie. Danach war er dort als wissenschaftlicher Aspirant tätig. Von Dezember 1963 bis Juni 1964 absolvierte er das Lehrvikariat der sächsischen Landeskirche in Paunsdorf. Anschließend arbeitete Mai für zwei Monate als Ephoral-Vikar des Kirchenbezirks Leipzig-Land, bevor er als Assistent an die Theologische Fakultät der Universität Leipzig zurückkehrte. 1964 wurde Mai mit der Arbeit Sinn und Geschichte des evangelischen Kanzelaltars promoviert. Gleichzeitig arbeitete er 1964/1965 unter Gottfried Voigt am Predigerseminar St. Pauli. Nachdem Mai die Predigterlaubnis durch das sächsische Landeskirchenamt in Dresden erteilt wurde, erfolgte 1966 die Ordination zum geistlichen Amt an der Marienkirche in Stötteritz. Im selben Jahr wurde er Oberassistent an der Universität und erhielt einen Lehrauftrag für Christliche Archäologie. 1970 hat sich Mai mit der Arbeit Studien zum Kirchenbau des 19. Jahrhunderts habilitiert. 1981 erhielt er einen Lehrauftrag für Kirchliche Kunst und Konfessionskunde, 1992 wurde Mai zum Ordentlichen Professor für Christliche Archäologie und Kirchliche Kunst berufen. Zusätzlich lehrte er bis zu seinem Ruhestand 2002 an der Universität Leipzig noch Ökumenik und arbeitete ehrenamtlich als Pfarrer an der Stötteritzer Marienkirche.
Neben seinen Lehrtätigkeiten inventarisierte Mai vor allem Leipziger und mitteldeutsche Kirchen. Als Ergebnis der Mitarbeit an dem Projekt erschien 1995 das Standardwerk Stadt Leipzig. Die Sakralbauten, ein Bau- und Kunstdenkmalinventar der Leipziger Kirchen. Zudem publiziert er seit 1963 Kirchenführer. Er war viele Jahre im Vorstand der Arbeitsgemeinschaft für sächsische Kirchengeschichte und ist in der Kommission Kunstgeschichte Mitteldeutschlands Mitglied der Sächsischen Akademie der Wissenschaften.
Er ist seit 1968 mit der Chorleiterin, Sängerin und Musikerin Anne-Kristin Mai, geborene Paul, verheiratet. Das Paar hat eine erwachsene Tochter.

## Schriften (Auswahl)

### Einzelschriften
- Der evangelische Kanzelaltar. Geschichte und Bedeutung (= Arbeiten zur Kirchengeschichte und Religionswissenschaft. Bd. 1). Niemeyer, Halle an der Saale 1969, DNB 457487275 (Druckausgabe der Dissertation von 1964).
- mit Heinrich Magirius: Dorfkirchen in Sachsen. Evangelische Verlagsanstalt, Berlin 1985, DNB 860684822.
- Kirchen in Sachsen. Vom Klassizismus bis zum Jugendstil. Koehler und Amelang, Berlin und Leipzig 1992, ISBN 978-3-7338-0081-9.
- mit Matthias Gretzschel: Kirchen in Leipzig (= Schriften des Leipziger Geschichtsvereins. N. F. Bd. 2). Sax-Verlag, Beucha 1993, ISBN 978-3-930076-02-4.
- mit Heinrich Magirius, Thomas Trajkovits, Winfried Werner (Bearb.): Stadt Leipzig. Die Sakralbauten. Mit einem Überblick über die städtebauliche Entwicklung von den Anfängen bis 1989. Band 1 und 2 (= Die Bau- und Kunstdenkmäler von Sachsen). Hrsg. vom Landesamt für Denkmalpflege Sachsen. Deutscher Kunstverlag, München und Berlin 1995, ISBN 978-3-422-00568-6.

### Kleinere Einzelschriften zu bestimmten Kirchen
- Die Marienkirche zu Grossenhain (= Das christliche Denkmal. Heft 65). Union-Verlag, Berlin 1963, DNB 453180930
- Zentralbauten des Barocks in Thüringen (= Das christliche Denkmal. Heft 109). Union-Verlag, Berlin 1977, DNB 780429435.
- Die Kirchen in Sonneberg (= Das christliche Denkmal. Heft 109). Union-Verlag, Berlin 1980, DNB 810372096
- mit Kurt Schneider: Gustav-Adolf-Stätten in und bei Lützen. Die Stadtkirche St. Viti und die Gustav-Adolf-Gedenkstätte zu Lützen, die Gustav-Adolf-Gedächtniskirche zu Meuchen bei Lützen (= Das christliche Denkmal. Heft 115). Union-Verlag, Berlin 1981, DNB 820454249.
- mit Johanna Flemming: Die russischen Kirchen in Potsdam, Weimar, Dresden, Leipzig (= Das christliche Denkmal. Heft 119). 2. Auflage, Union-Verlag, Berlin 1988, ISBN 978-3-372-00269-8.
- mit Heinrich Magirius: Christuskirche Dresden-Strehlen (= Kleine Kunstführer. Bd. 2232). Schnell und Steiner, Regensburg 1995, DNB 946336466.
- Kirchen in Dresden-Klotzsche (= Kleine Kunstführer. Bd. 2217). Schnell und Steiner, Regensburg 1996, DNB 947382372
- Dreikönigskirche Dresden (= Kleine Kunstführer. Bd. 1956). 2., überarb. Aufl., Schnell und Steiner, Regensburg 1998, ISBN 978-3-7954-6144-7.
- Taborkirche Leipzig-Kleinzschocher (= Kleine Kunstführer. Bd. 2221). 2., überarb. Aufl., Schnell und Steiner, Regensburg 1998, ISBN 978-3-7954-5972-7.
- Die Peterskirche in Leipzig (= Stätten sächsischer Kunst und Geschichte). Hrsg. vom Kirchenvorstand der Peterskirche Leipzig. 2., überarb. Aufl., Sax-Verlag, Beucha 2007, ISBN 978-3-930076-33-8.
- Die Marienkirche Großenhain (= Kleine Kunstführer. Bd. 2306). 2., überarb. Aufl., Schnell und Steiner, Regensburg 2014, ISBN 978-3-7954-6065-5.
- Alte und Neue Peter-Pauls-Kirche Coswig (= DKV-Kunstführer. Bd. 524). 2., überarb. Aufl., Deutscher Kunstverlag, Berlin und München 2015, ISBN 978-3-422-02419-9.

## Aufsätze (Auswahl)
- Der Kirchenbau des 19. und frühen 20. Jahrhunderts in Thüringen. In: Laudate Dominum. Achtzehn Beiträge zur thüringischen Kirchengeschichte. Festgabe zum 70. Geburtstag von Landesbischof D. Ingo Braecklein (= Thüringer kirchliche Studien. Bd. 3). Evangelische Verlagsanstalt, Berlin 1976, DNB 780011481, S. 183–204 (online als Sonderdruck).
- Probleme des sächsischen Kirchenbaus des 19. Jahrhunderts. In: Herbergen der Christenheit. Jahrbuch für deutsche Kirchengeschichte 11 (1979/1980), ISSN 0437-3014, S. 113–124.
- Der Kirchenbau des 19. und frühen 20. Jahrhunderts in Leipzig. In: Jahrbuch für Regionalgeschichte 9 (1982), ISSN 1860-8248, S. 155–183.
- Zwischen Historismus und Moderne – der Kirchenbau in Leipzig in den Jahren 1870 bis 1933. In: Ernst Ullmann (Hrsg.): "... die ganze Welt im Kleinen ...". Kunst und Kunstgeschichte in Leipzig (= Seemann-Beiträge zur Kunstwissenschaft). E. A. Seemann, Leipzig 1989, ISBN 978-3-363-00419-9, S. 184–232.
- Kirchenbau und Kirchenausstattung des Barock in der Oberlausitz. In: Ulrich Kühn (Hrsg.): Kirche als Kulturfaktor. Festgabe der Theologischen Fakultät der Universität Leipzig zum 65. Geburtstag von Landesbischof Dr. Dr. h.c. Johannes Hempel DD. Lutherisches Verlagshaus, Hannover 1994, ISBN 978-3-7859-0691-0, S. 62–87.
- Die Kirchenbauten von Woldemar Kandler (1866–1929). In: Ute Reupert, Thomas Trajkovits, Winfried Werner (Hrsg.): Denkmalkunde und Denkmalpflege. Wissen und Wirken. Festschrift für Heinrich Magirius zum 60. Geburtstag am 1. Februar 1994. Lipp, Dresden 1994, ISBN 978-3-87490-519-0, S. 447–463.
- Der evangelische Kirchenbau des Barock in Sachsen aus der Sicht seiner Entstehungszeit. In: Die Dresdner Frauenkirche. Jahrbuch zu ihrer Geschichte und Gegenwart 2 (1996), ISSN 0948-8014, S. 57–84.
- Melanchthonrezeption in Leipzig im 19. Jahrhundert. In: Günther Wartenberg (Hrsg.): Philipp Melanchthon und Leipzig. Beiträge und Katalog zur Ausstellung. Kustodie der Universität, Leipzig 1997, DNB 949897272, S. 97–114.
- Der Einfluß der Reformation auf Kirchenbau und kirchliche Kunst. In: Helmar Junghans (Hrsg.): Das Jahrhundert der Reformation in Sachsen. 2., durchges. u. erw. Aufl., Evangelische Verlagsanstalt, Leipzig 2005, ISBN 978-3-374-02311-0, S. 153–176.
- Das Leipziger Dominikanerkloster. Baugeschichte und Ausstattung. In: Enno Bünz, Dirk Martin Mütze, Sabine Zinsmeyer (Hrsg.): Neue Forschungen zu sächsischen Klöstern. Ergebnisse und Perspektiven der Arbeit am Sächsischen Klosterbuch (= Schriften zur sächsischen Geschichte und Volkskunde. Bd. 62). Leipziger Universitätsverlag, Leipzig 2020, ISBN 978-3-96023-306-0, S. 507–535.

## Festschriften zu seinen Ehren
- Jens Bulisch, Dirk Klingner, Christian Mai (Hrsg.): Kirchliche Kunst in Sachsen. Festgabe für Hartmut Mai zum 65. Geburtstag. Sax-Verlag, Beucha 2002, ISBN 978-3-934544-28-4.
- Christian Mai, Dirk Klingner, Jens Bulisch (Hrsg.): Sachsen im 19. Jahrhundert. Kirche – Kunst – Kultur. Festgabe für Hartmut Mai zum 75. Geburtstag. Sax-Verlag, Beucha und Markkleeberg 2012, ISBN 978-3-86729-107-1.